# Orus
Orus är en kommun i departementet Ariège i regionen Occitanien i södra Frankrike. Kommunen ligger  i kantonen Vicdessos som ligger i arrondissementet Foix. År 2022 hade Orus 24 invånare.

## Befolkningsutveckling
Antalet invånare i kommunen Orus
Referens: INSEE